# 小谷津任牛
小谷津 任牛（こやつ にんぎゅう、1901年（明治34年）9月4日 - 1966年（昭和41年）5月30日）は、昭和時代の日本画家。本名は小谷津 三郎。

## 経歴・人物
東京四谷仲町に生まれる。小学校卒業後、日本郵船に勤める。大倉商業学校夜学専修科にて学び、卒業後日本郵船社員となる。勤務のかたわら日本大学法文科に入学するが、のち川端画学校日本画部に入る。
在学中の1927年（昭和2年）院展で「薄暮」が初入選。翌年の1928年（昭和3年）より小林古径に師事する。1930年（昭和5年）院展に「緩歌漫舞」を出品し日本美術院院友となる。以後院展に連年入選し、1940年（昭和15年）日本郵船を退職し画業に専念する。1942年（昭和17年）「珠数掛桜」、1946年（昭和21年）「うたげ」が日本美術院賞、日本美術院同人となる。1959年（昭和34年）塩出英雄らと藜会を結成、1961年（昭和36年）より日本美術院評議員となった。1966年（昭和41年）5月30日、胃潰瘍のため死去。64歳。